# Železov III sulfat
Železov(III) sulfat je  kemijska spojina s formulo Fe2(SO4)3, sulfat trivalentnega železa. Tovarniško ime železovega III sulfata je Ferikol. Uporablja se za čiščenje odpadnih vod in za nevtralizacijo fosfatov na industrijskih internih čistilnih napravah.

## Identifikacija snovi ali pripravka:
Identifikacija snovi ali pripravka: 
Ferikol
 Uporaba snovi ali pripravka:
Čiščenje odpadnih vod

## Sestava s podatki o nevarnih sestavinah:
Kemijsko ime je železov III sulfat. Utežni procent je 41-44%. Črkovni znak za nevarnost je C, kar pomeni jedko.

## Ugotovitve o nevarnih lastnostih:
Napotki za nevarnost:
Pri stiku z očmi povzroča opekline. Pri stiku z očmi povzroča draženje, bolečino, solzenje, pordečenje oči in kemično vnetje roženice; če vnetje ni pravilno zdravljeno lahko pride do nepopravljive poškodbe vida. Pri zaužitju povzroča draženje in kemične opekline v ustih, grlu, požiralniku in želodcu; lahko pride do bolečin v grlu, trebuhu, želodcu in do diareje ter slabosti. V razredčeni obliki snov ni nevarna za okolje.

## Ukrepi za prvo pomoč:
Vdihovanje
Osebo moramo odpeljati na svež zrak. Če je dihanje oteženo, se je treba posvetovati z zdravnikom.
Zaužitje
Če snov zaužijemo moramo sprati usta z vodo, spiti več kozarcev vode ali mleja, ne smemo pa izsiljevati bruhanja.
Stik s kožo in očmi:
Če snov pride v stik s kožo moramo le to takoj sprati z veliko vode. Onesnaženo obleko je treba sleči. Če je koža vzdražena, se je treba posvetovati z zdravnikom. Če snov pride v stik z očmi jih moramo takoj vsaj 15 minut izpirati z vodo in poiskati zdravniško pomoč.

## Ukrepi ob požaru:
Železov III sulfat ne gori.
Posebne nevarnosti za požaru izpostavljeno osebje
Pri toplotnem razkroju je možno nastajane SOx plinov.
Primerna sredstva za gašenje
Ne gori.
Posebna zaščitna oprema za gasilce:
Uporabiti primerno varnostno opremo.

## Ukrepi ob nezgodnih izpustih
Previdnostni ukrepi, ki se nanašajo na ljudi:
Obvezna uporaba zaščitne obleke, rokavic (vse iz gume ali PVC) in zaščitnih očal.
Ekološki zaščitni ukrepi
V primeru nezgode pri transportu obvestiti uporabnike cest. Preprečiti iztok v kanal.
Pri razlitju večje količine uporabimo interno sredstvo za absorbcijo (pesek, zemlja), produkt nevtraliziramo z natrijevim karbonatom, apnom ali kalcijevim karbonatom in odstranimo. Ostanek ali manjše količine sprati z veliko količino vode.

## Ravnanje z nevarno snovjo/pripravkom in skladiščenje
Ravnanje
Črpati s črpalkami, primernimi za črpanje kislin oz. jedkih snovi.
 Skladiščenje
Za skladiščenje priporočamo posebne materiale, odporne na kislino (PVC, pleksi steklo, polietilen, ebonit). Hraniti pro temperaturah med 0 in 35 °C.

## Nadzor nad izpostavljenostjo/varnost in zdravje pri delu
Za osebno zaščito moramo uporabljati zaščitno masko za zaščito dihal (pri nevtralizaciji z apnom), zaščitne rokavice za roke, zaščitna očala za oči in zaščitno obleko za kožo.

## Fizikalne in kemijske lastnosti
Snov je tekočina, ima šibko kiselkast vonj in je rjave barve.

## Obstojnost in reaktivnost
Snov je obstojna pri normalnih temperaturah. Pri povišanih temperaturah zaradi termičnega razpada nastajajo SOx plini. Nekatere kovine, kot npr. železo, jeklo, aluminij in alkalični ali oksidacijski reagenski so s snovjo nezdružljivi. Pri stiku s kovinami se razvije vodik. Nevarno produkti razvoja so SOx plini.

## Toksikološki podatki
Takojšnji nevarni učinki na zdravje: Draži kožo. Oplaknite povzročene opekline sluznice, oči in dihalnih organov.

## Ekotoksikološki podatki
Učinki, obnašanje, razgradnja nevarne snovi v okolju: Med hidrolizo se spojina spremeni v železov hidroksid s pH 5-7. V prisotnosti fosfatov pride do nastanka železo-fosfatnih kompleksov.

## Odstranjevanje
Odstranjevanje v skladu z domačo zakonodajo. Odpadke produkta moramo razredčiti z vodo in nevtralizirati z raztopino sode, odpadno embalažo pa sprati z vodo in vodo nevtralizirati z raztopino sode.

## Transportni podatki
Opozorilne oznake: UN številka: 3264 Anorg. tekočina, jedka, kisla, n.d.n, embalažna skupina III, razred 8. Splošni ukrepi, ki jih mora izvajati voznik so ustavitev motorja, oblečena zaščitna obleka in ob razlitju obvestiti policijo in gasilce. Če snov izteka je odprtino po možnosti treba zamašiti brez rizika. Če snov izteka na zemljo ferikol zajezite in prečrpajte s črpalkami v rezervar ali kontejner, razredčite z veliko količino vode in nevtralizirajte z rastopino sode. Če snov izteče v vodo je potrebno opozoriti vse uporabnike.

## Zakonsko predpisani podatki o predpisih
Označevanje nevarne kemikalije v skladu s Pravinikom o razvrščanju, pakiranju in označevanju nevarnih snovi. Oznaka za nevarnost je C-jedko, opozorilni stavki so R 34:povzroča opekline, obvestilni stavki pa so S 26:če pride v stik z očmi takoj izprati z obilo vode in poiskati zdravniško pomoč, S 27:takoj sleči vso onesnaženo obleko, S 37/39:nositi primerne zaščitne rokavice in zaščito za oči/obraz.

## Druge informacije
Podatki so namenjeni izključno varnosti in temeljijo na trenutnem znanju in izkušnjah.